# Notiophygus capensis
Notiophygus capensis is een keversoort uit de familie Discolomatidae. De wetenschappelijke naam van de soort is voor het eerst geldig gepubliceerd in 1971 door John.